# Schloss Spree

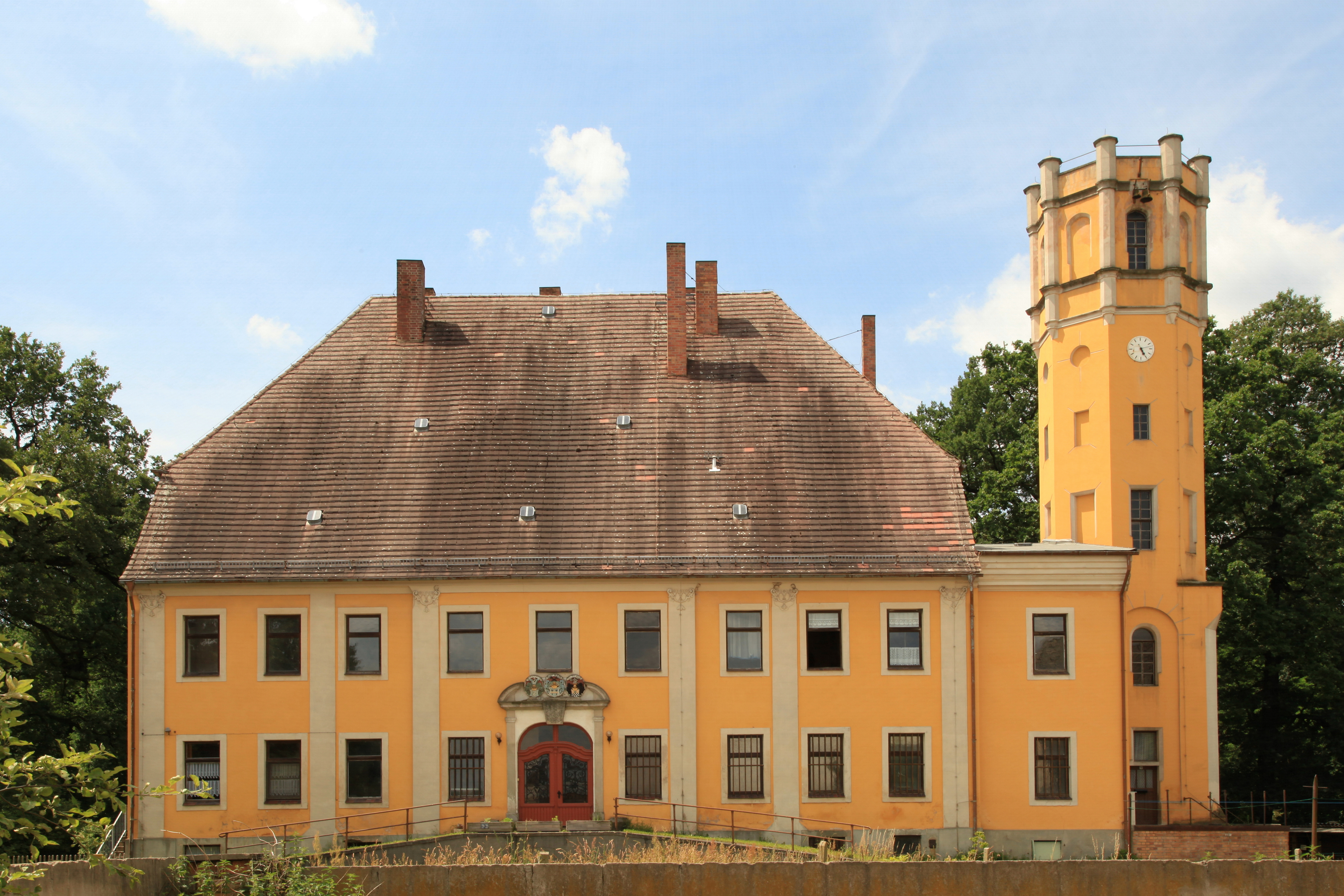
Schloss Spree (2012)

Das Schloss Spree ist ein Barockschloss im Ortsteil Spree der Gemeinde Hähnichen im Landkreis Görlitz in der sächsischen Oberlausitz. Das ehemalige Wasserschloss diente bis zur Enteignung der Gutsbesitzer im Jahr 1945 als Hauptgebäude des Rittergutes und wurde danach zu einem Wohnhaus umgebaut. Es steht unter Denkmalschutz. Zur Unterscheidung vom Schloss Niederspree wird das Bauwerk auch als Schloss Oberspree bezeichnet.

## Geschichte

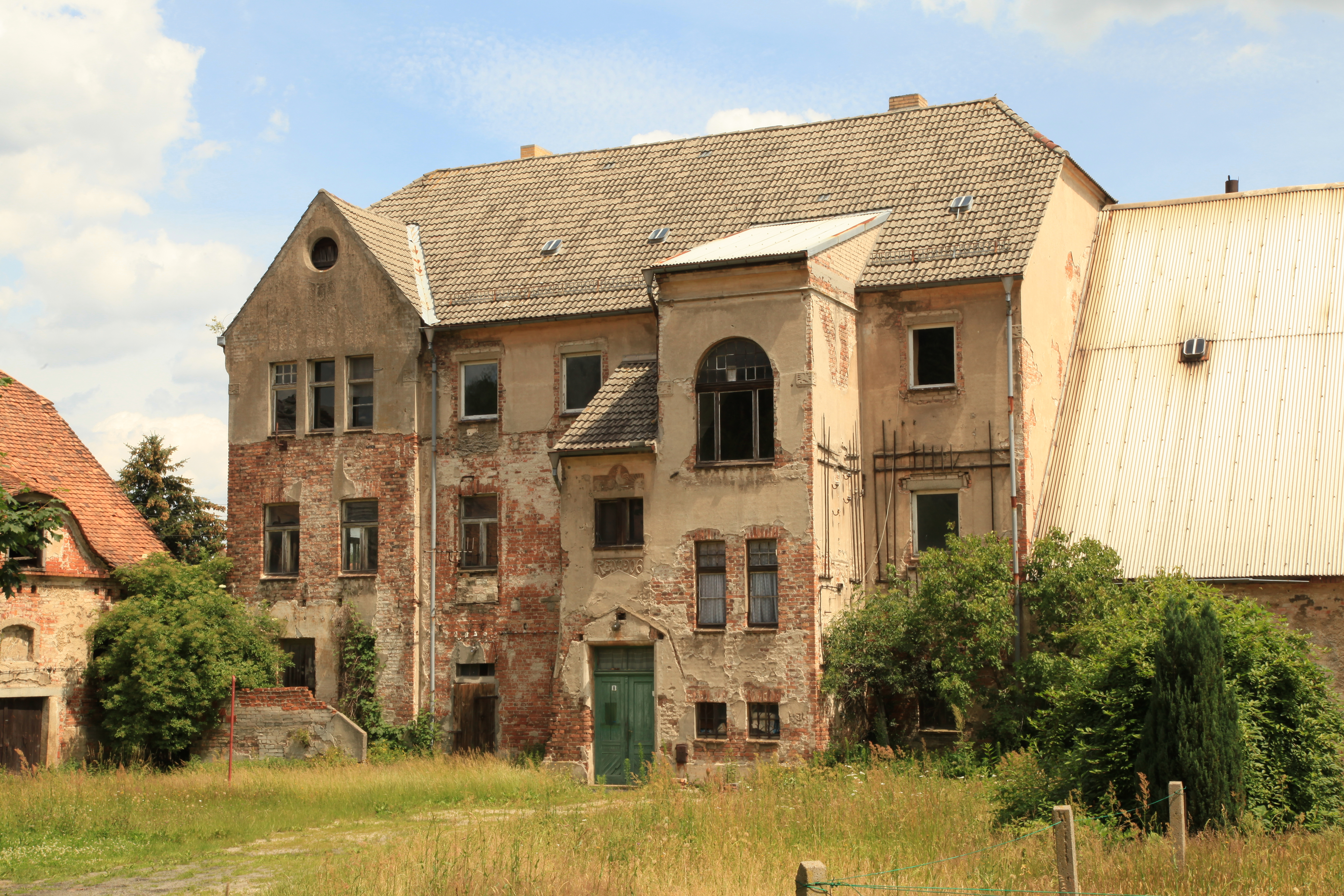
Unsaniertes Nebengebäude des Rittergutes (2012)

Das Rittergut Spree wurde bereits im Jahr 1380 urkundlich erwähnt und kam 1682 in den Besitz der Adelsfamilie von der Gabelentz. Das alte Schloss wurde am 26. Mai 1712 durch einen Brand zerstört. Erst 1749 ließ der damalige Besitzer Hieronymus Christoph von der Gabelentz das Schloss Spree wiederaufbauen. Gleichzeitig entstand an der Ostseite des Hofes ein zweigeschossiger Speicher. 1772 verkaufte die Familie von der Gabelentz das Anwesen an den englischen Adligen Thomas Rode, über den das Schloss im Jahr 1813 in den Besitz des Johann Gottfried Wünsche kam. Unter diesem wurde der weitläufige Gutshof um eine Reihe an Nebengebäuden erweitert. 1858 wurde das Gut an die Familie von Rathenow verkauft. Danach wechselten die Besitzansprüche häufiger.
Im Jahr 1907 wurde das Rittergut Spree an Friedrich von Martin verkauft, nach dessen Tod wurde das Gut unter dessen Töchtern aufgeteilt. Nach dem Ende des Zweiten Weltkrieges wurden die Gutsbesitzer im Zuge der Bodenreform in der Sowjetischen Besatzungszone enteignet. Danach wurde das Schloss zu einem Mehrfamilienhaus umgebaut, im Erdgeschoss wurde ein Ladenlokal eingerichtet. Zwischen 1984 und 1986 erfolgten umfangreiche Sanierungsarbeiten an dem Gebäude, im September 2003 wurde das Schloss für knapp 48.000 Euro versteigert und erneut saniert. Anfang Dezember 2012 wurde das Schloss versteigert. Im Oktober 2020 bot man das Schloss erneut zum Verkauf an. Der Innenausbau ist noch immer nicht abgeschlossen.

## Architektur

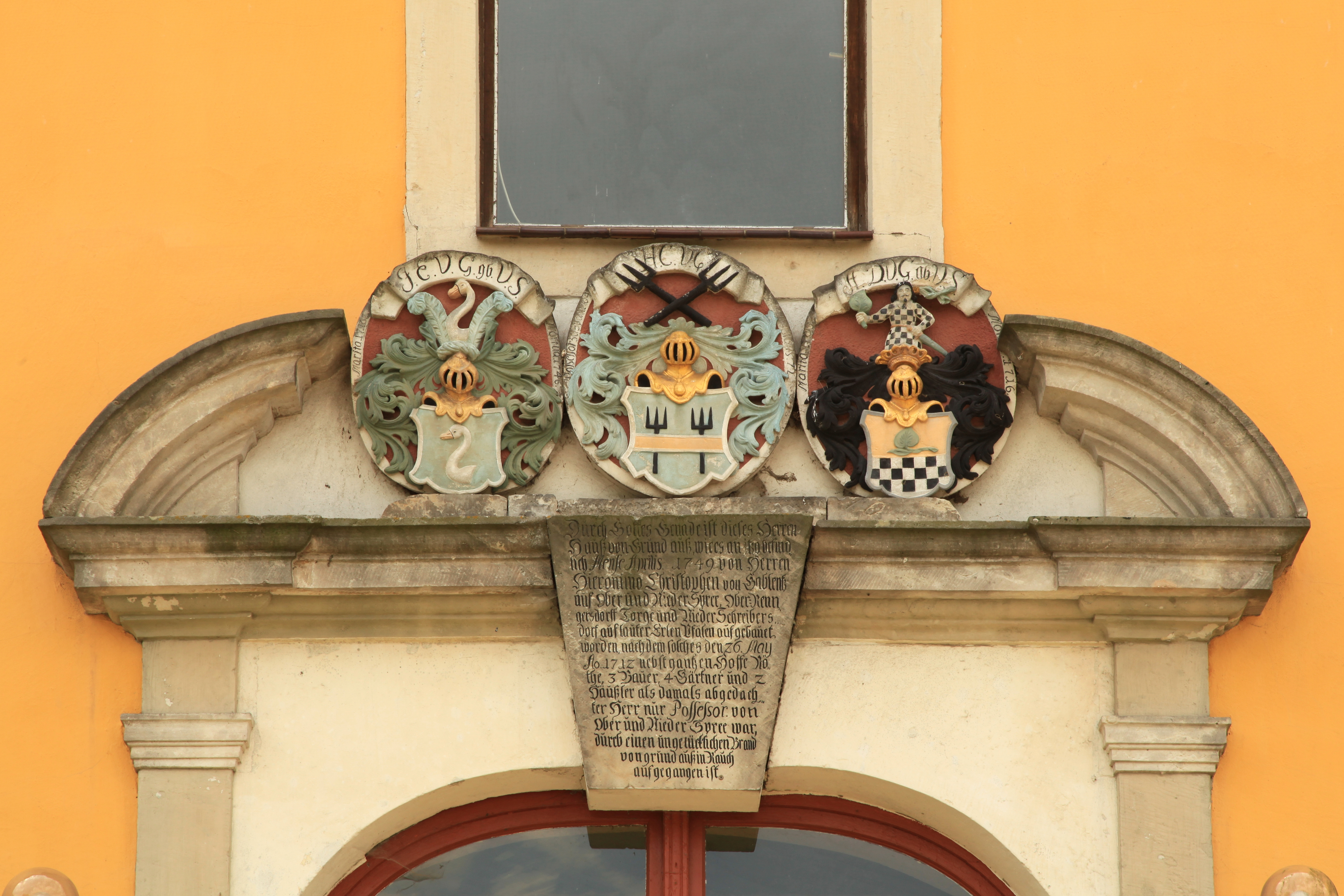
Giebel über dem Eingang

Das Schloss Spree ist ein zweigeschossiger Rechteckbau mit einem hohen Krüppelwalmdach. Die dem Hof zugewandte Fassade ist neunachsig und mit Pilastern in Kolossalordnung gegliedert. In der Mitte liegt ein reich ausgeführtes Eingangsportal mit Gewänden aus Sandstein. In dem gesprengten Giebel über dem Eingang befinden sich die gefassten Wappen der Familien von Gabelentz, von Schwanitz sowie ein weiteres, das nicht zugeordnet werden kann. Darunter liegt ein Schlussstein mit einer Inschrift, die auf die Bauzeit und den Erbauer sowie den Dorfbrand hinweist.
An der Westseite des Herrenhauses wurde in der ersten Hälfte des 19. Jahrhunderts ein gotisierender Anbau mit achteckigem Turm errichtet, der früher als Kapelle diente.